# Eşme

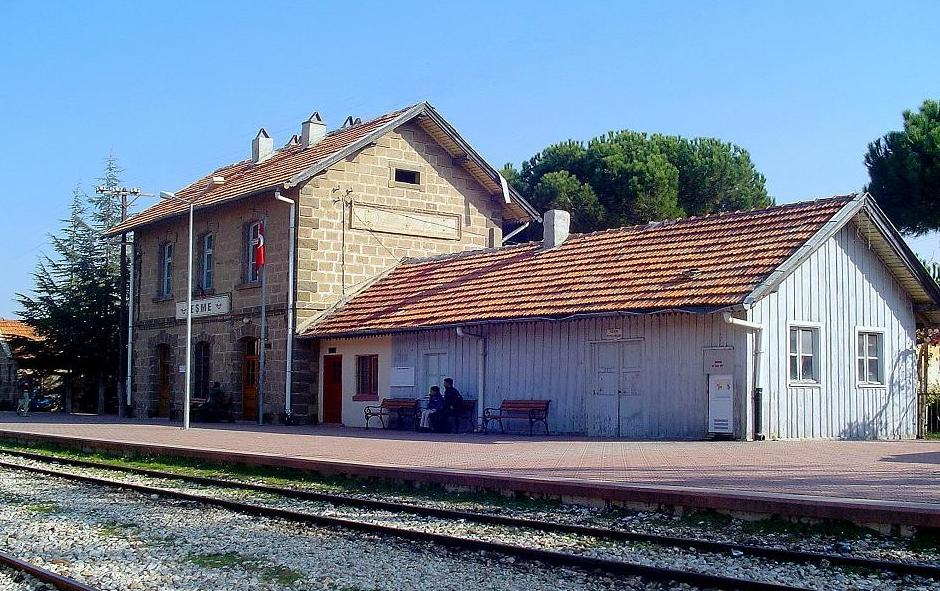
Eşme train station

Eşme est une ville et un district de la province d'Uşak dans la région égéenne en Turquie.